# Idaea seabraria
Idaea seabraria är en fjärilsart som beskrevs av Sharp 1911. Idaea seabraria ingår i släktet Idaea och familjen mätare. Inga underarter finns listade i Catalogue of Life.